# Песнь Хорста Весселя

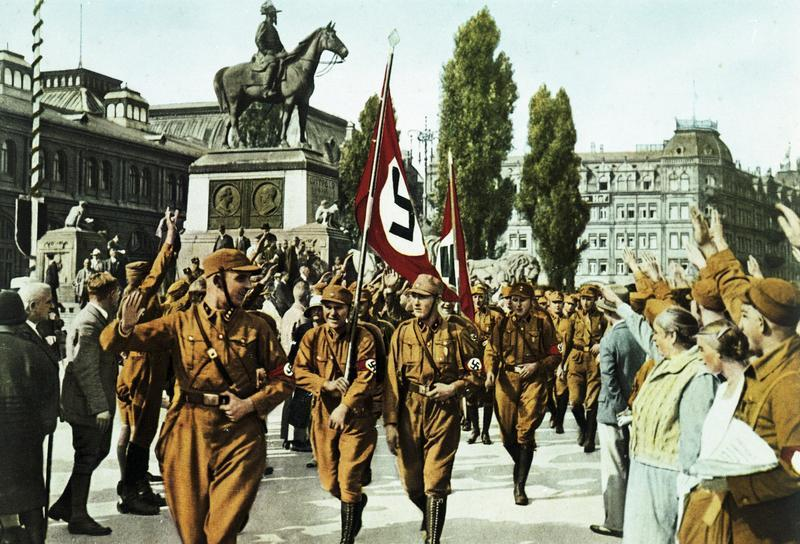
Хорст Вессель во главе своего штурм-подразделения СА, в 1929 году

Песнь Хо́рста Ве́сселя (нем. «Horst-Wessel-Lied») — политическая песня, написанная Хорстом Весселем в 1929-м году, изначально являвшаяся стихотворением, позже, переросшая в, сначала, песню, популярную среди штурмовых отрядов, а после официальный гимн NSDAP. Данное произведение также широко известно по первой строчке — «Die Fahne hoch».
Активно использовалась в Третьем рейхе (1933—1945), в том числе на официальных мероприятиях. Де-факто была вторым гимном, так как на всех мероприятиях как правило сразу после гимна «Песнь немцев» исполнялась именно она; с 1940 года это стало обязательно.

## История текста и музыки
Первый раз появилась на страницах газеты берлинского отделения (гау) НСДАП «Штурм» в апреле 1929 года как стихотворение. Английский филолог-германист Джордж Бродерик установил, что Вессель (между 1927 и 1929 годами) взял за основу текст песни резервистов военного корабля «Кёнигсберг» («Песня Кёнигсберга»). Эта песня была уже распространена среди фрайкоров, националистических союзов и в морской бригаде Эрхардта, членом которой был Вессель. Он изменил текст, при этом формулы составления текста напоминали модели социалистических и коммунистических так называемых «рабочих песен», например, «последний бой» (нем. das letzte Gefecht) как в «Интернационале». Немецкий музыковед Йозеф Мюллер-Блаттау в 1934 году откровенно противопоставлял эту песню «Интернационалу».
После смерти Весселя в 1930 году песня была опубликована в газете «Völkischer Beobachter» под заголовком «Приветствие Хорста Весселя будущей Германии». Вскоре она стала официальным партийным гимном национал-социалистов. Сестра Хорста, Ингеборг, назвала её «Библией движения». После прихода Гитлера к власти, по распоряжению имперского министра Вильгельма Фрика от 12 июля 1933 года, песня стала исполняться сразу после первой строфы гимна «Песнь немцев», копируя практику итальянских фашистов, которые сделали свою партийную песню вторым гимном Италии. Однако Адольф Гитлер отказался оформить этот статус юридически.

### Запрет песни
После падения Третьего рейха песня попала под запрет в Германии, Австрии, Франции, Италии, Великобритании — везде, где она прежде была переведена и исполнялась на родных каждому языках. До сих пор её исполнение в Германии по § 86a уголовного кодекса запрещено. Статья запрещает создание новых переводов песни Хорста Весселя. В Австрии действует аналогичный запрет.

## Текст песни
Песня состоит из четырёх куплетов, первый и последний из которых повторяются. Во время исполнения первого и четвёртого куплетов считалось обязательным поднятие правой руки в гитлеровском приветствии.
| Немецкий текст песни | Русский перевод Юрия Нестеренко | Вольный русский перевод Виктора Улина | Дословный русский перевод |
| 1-й куплет | 1-й куплет | 1-й куплет | 1-й куплет |
| --- | --- | --- | --- |
| Die Fahne hoch! Die Reihen fest geschlossen. SA marschiert mit ruhig festem Schritt. \|:Kam’raden, die Rotfront und Reaktion erschossen, Marschier’n im Geist in unser’n Reihen mit.:\|(x2)        | Знамёна ввысь! В шеренгах, плотно слитых, СА идут, спокойны и тверды. Друзей, Ротфронтом и реакцией убитых, Шагают души, в наши встав ряды.             | Высоко знамя реет над отрядом, Штурмовики чеканят твердый шаг. И коммунистами убитые камрады — Незримо с нами в пламени атак.                           | Знамя ввысь! Ряды сомкнуты плотно. Штурмовые отряды маршируют спокойно уверенным шагом. Товарищи, которых застрелили Ротфронт и реакционеры, Незримо маршируют в наших рядах.              |
| 2-й куплет | | | |
| Die Straße frei den braunen Bataillonen, Die Straße frei dem Sturmabteilungsmann! \|:Es schau’n aufs Hakenkreuz voll Hoffnung schon Millionen, Der Tag für Freiheit und für Brot bricht an.:\|(x2) | Свободен путь для наших батальонов, Свободен путь для штурмовых колонн! Глядят на свастику с надеждой миллионы, День тьму прорвет, даст хлеб и волю он. | Коричневым дорогу батальонам! И нет преграды для штурмовика. Сегодня свастика — надежда миллионов, Подарит хлеб и волю на века.                         | Освободите дорогу коричневым батальонам, Освободите дорогу Штурмовым отрядам! Уже глядят на свастику полны надеждой миллионы, Начинается день для свободы и хлеба.                         |
| 3-й куплет | | | |
| Zum letzten Mal wird zum Appell geblasen, Zum Kampfe steh’n wir alle schon bereit. \|:Bald flattern Hitlerfahnen über allen Straßen. Die Knechtschaft dauert nur noch kurze Zeit!:\|(x2)           | В последний раз сигнал сыграют сбора! Любой из нас к борьбе готов давно. Повсюду наши флаги будут реять скоро, Неволе длиться долго не дано!            | В последний раз мы грянем песню эту, Готовы все на схватки гордый путь. Пусть знамя Гитлера овеет всю планету, Осталось рабству длиться лишь чуть-чуть! | В последний раз протрубят сигнал сбора, К борьбе мы все уже готовы. Скоро знамёна Гитлера будут развеваться над всеми улицами. Неволе осталось длиться лишь короткое время!                |
| 4-й куплет | | | |
| Die Fahne hoch! Die Reihen fest geschlossen. SA marschiert mit ruhig festem Schritt. \|:Kam’raden, die Rotfront und Reaktion erschossen, Marschier’n im Geist in unser’n Reihen mit.:\|(x2)        | Знамёна ввысь! В шеренгах, плотно слитых, СА идут, спокойны и тверды. Друзей, Ротфронтом и реакцией убитых, Шагают души, в наши встав ряды.             | Высоко знамя реет над отрядом, Штурмовики чеканят твердый шаг. И коммунистами убитые камрады — Незримо с нами в пламени атак.                           | Знамя ввысь! Ряды сомкнуты плотно. Штурмовые отряды маршируют со спокойным уверенным шагом. Товарищи, которых застрелили Ротфронт и реакционеры, Незримо (в духе) маршируют в наших рядах. |